# اری دلوکا
اری دلوکا (Erri De Luca) رمان‌نویس و شاعر ایتالیایی که کتاب مونته‌دیدیو اثر او برنده جایزه فمینا شده‌است.

## زندگی‌نامه
اری دلوکا زاده ۱۹۵۰ در ناپل است. خود آموخته زبان عربی است و مترجم قسمت‌هایی از کتاب تورات. در جوانی در یکی از گروه‌های سیاسی چپ افراطی فعالیت‌های زیادی داشت. بعدها البته گرایش‌های مذهبی را جانشین آن ساخت، به طوری که امروزه به عنوان یک نویسنده کاتولیک در ایتالیا مطرح است که از شهرت و اعتبار جهانی نیز برخوردار است. از آثار او می‌توان «مونته دیدیو؛ کوه خدا»، بالا دست چپ، بر ضد یک، تو، و مال من را نام برد.
«مونته دیدیو؛ کوه خدا» کتابی است که از اری دلوکا به فارسی ترجمه شده، رمانی که به ترجمه «مهدی سحابی» و نزد نشر مرکز منتشر شده‌است. «مونته دیدیو» که موفق شد جایزهٔ فرانسوی کتاب خارجی فمینا را در سال ۲۰۰۲ از آن نویسنده خود کند، به عقیدهٔ بسیاری از منتقدان جهان مهم‌ترین اثر او به شمار می‌آید.
همچنین به جز این کتاب، آثار دیگری نیز از دلوکا به فارسی ترجمه و منتشر شده‌است که عبارتند از :
«آسمان در یک آخور» به ترجمه «رضا قیصریه»، 
«وزن پروانه» به ترجمه «زهره بهرامی»، که هر دو کتاب توسط نشر افسون خیال منتشر شده‌اند‌.
«ماهی ها همیشه بیدارند» ترجمه غلامرضا امامی، نشر مروارید.

## پیشینه
اردی دلوکا اهل ناپل است. هجده سال بیش نداشت که به رم رفت و از اواسط سال‌های هفتاد عضو فعالان گروه چپ افراطی «نبرد مدام» شد و به کارهای فیزیکی علاقه نشان دارد؛ بنایی حرفهٔ مورد علاقه‌اش بود و سال‌های زیادی جاده‌های ایتالیا و اسپانیا را برای گذران زندگی با کامیون پیموده و حتی در طی سالیان جنگ یوگسلاوی راننده ماشین امداد بوده و به مردم بوسنی کمک می‌کرده و البته با این همه نویسندگی را هم از سن بیست سالگی آغاز کرده‌است.
«حالا نه، اینجا نه» اولین کتابی بود که موفق شد سال ۱۹۸۹ در ایتالیا منتشر کند و پس از آن کتاب‌های بسیاری نوشته‌است که اغلب آن‌ها توسط انتشارات معروف «گالیمار» به فرانسه ترجمه شده و با اقبال خوبی چه در ایتالیا و چه در فرانسه روبرو بوده‌اند. «نامه به فرانچسکو»، «ابری مثل فرش»، «اسید، رنگین کمان»، «بالا دست چپ»، «تو، مال من» و «سه اسب» از مهم‌ترین این آثار است.
دلوکا سالیان اخیر به زبان عبری روی آورده و با نشریات مختلفی از جمله «لا رپوبلیکا» و «ال مانیفستو» همکاری می‌کند و چند وقتی است به عرفان و دین روی آورده و «انجیل» ای به زبان ایتالیایی ارائه کرده‌است که به گفته خود او مایه‌های «ارتدوکسی» آن کمرنگ تر شده‌است.
در مصاحبه‌ای از او پرسیده شد که تصورش در مورد ایران چیست؟ او پاسخ داد: «تصویری که از ایران دارم تصویری کودکانه و شگفت‌انگیز است، جایی که قالیچه‌های پرنده را با انگشتانی ماهر می‌بافند تا بر فراز صحراها پرواز کند و دریای خزر تا اقیانوس هند را بپیماید.»